# سوزان الهوبي
سوزان شحدة حسن الهوبي هي متسلقة جبال فلسطينية قامت بتسلق قمة جبل إفرست.
تسلقت عدة جبال في مشوار حياتها الرياضي مثل قمة كلمنجارو، أعلى الجبال في أفريقيا، وألبروس أعلى الجبال في أوروبا، ومون بلان، أعلى جبل في جبال الألب في أوروبا الغربية، وأكونكاغوا أعلى الجبال في أمريكا الجنوبية بالإضافة إلى توبقال أعلى الجبال في سلسلة جبال الأطلس شمال أفريقيا.

## وصلات خارجية
- الموقع الرسمي
- سوزان الهوبي في ضيافة اميرة الفضل على يوتيوب قناة الآن، 20 أبريل 2010
- سوزان الهوبي.. أول امراة عربية تصل قمة ايفريست قناة الآن، تاريخ الوصول 17 يونيو 2011